# Теодор фон Карман
Теодор фон Ка́рман (нім. Theodore von Kármán, угор. Kármán Tódor; 11 травня 1881 року, Будапешт — 6 травня 1963 року, Аахен) — американський інженер і фізик угорського походження, фахівець в галузі аеродинаміки і повітроплавання.

## Біографія

### Освіта
Карман народився і виріс в Угорщині, що була на той час у складі Австро-Угорщини, закінчив у 1902 році Королівський технічний університет у Будапешті, у 1908 році захистив докторську дисертацію під керівництвом Людвіга Прандтля у Геттінгені, де працював подальші чотири роки.

### Наукова діяльність
У 1912-1930 рр. очолював Інститут повітроплавання при Аахенському університеті, працюючи, зокрема, над ранніми моделями вертольоту.
У 1930 році прийняв запрошення Каліфорнійського технологічного інституту і став директором його лабораторії повітроплавання. У 1936 році він стояв біля витоків компанії Аероджет (Aerojet), що робила ракетні двигуни. Починаючи з середини 1940-х рр., займався переважно проблемами астронавтики, взяв участь у створенні ряду дослідницьких співтовариств, у тому числі Міжнародної академії астронавтики (1960).

## Наукові досягнення
Основні праці Кармана пов'язані з аеродинамічними проблемами авіації і космонавтики. Ним було розраховано, а потім його ім'ям названа Лінія Кармана — прийнята Міжнародною федерацією аеронавтики умовна межа між земною атмосферою і космічним простором.
Дослідження Кармана про двигуни літаків майбутнього, зроблене в 1944 році, вважається класичним в області технологічного прогнозування. Особливість прогнозів фон Кармана полягала в тому, що він не намагався передбачати характер окремих пристроїв, але вивчав основні перспективні і обмежувальні чинники, функціональні можливості і ключові параметри систем, зосереджував увагу на оцінці альтернативних комбінацій передбачуваних досягненні науки і техніки і намагався вміщувати свої прогнози в чіткі 15-20-річні часові рамки.
За його ініціативою у 1960 році засновано Міжнародна академія астронавтики — організація, що об'єднує провідних учених і інженерів працюючих в області космічних досліджень і Фон Кармановський інститут гідродинаміки в Сінт-Генезіус-Роде (Бельгія) у 1956 році.

## Вшанування пам'яті
На честь науковця у 1960 році Американське товариство інженерів-будівельників заснувало Медаль Т. Кармана і у 1972 році Товариство з промислової та прикладної математики заснувало Премію Теодора фон Кармана, якими регулярно нагороджуються видатні інженери і математики.
В честь Кармана названо місячний кратер і кратер на Марсі.